# Glavinići
Glavinići (en serbe cyrillique : Главинићи) est un village de Bosnie-Herzégovine. Il est situé sur le territoire de la ville de Trebinje et dans la république serbe de Bosnie. Selon les premiers résultats du recensement bosnien de 2013, il ne compte plus aucun habitant.

## Géographie
Le village est entouré par les localités suivantes :
| Turani        |                       | Grkavci                |
| Turani Grbeši | Glavinići             | Grkavci Parojska Njiva |
|               | Grbeši Parojska Njiva |                        |

## Démographie

### Évolution historique de la population dans la localité
| 1948 | 1953 | 1961 | 1971 | 1981 | 1991 | 2013 |
| ---- | ---- | ---- | ---- | ---- | ---- | ---- |
| -    | -    | 26   | 21   | 13   | 7    | 0    |

|  |

### Répartition de la population par nationalités (1991)
En 1991, les 7 habitants du village étaient tous serbes.